# Thermococcus litoralis
A Thermococcus litoralis a Thermococcaceae családba tartozó Archaea faj. Az archeák – ősbaktériumok – egysejtű, sejtmag nélküli prokarióta szervezetek. Megtalálható a mélytengeri hidrotermális források körül, továbbá a sekély tenger alatti termálforrásokban és az olajkutakban. Anaerob, organotróf, hipertermofil élőlény, 0,5–3,0 µm átmérőjű. Mint a Thermococcales rend többi faja szabálytalan gömb alakú, hipertermofil és 55–100 °C között növekszik. A többi Thermococcitól eltérően nem mozgékony. A sejtfala csak egyetlen S-rétegből áll, ami nem képez hexagonális rácsokat. Továbbá miközben sok thermococcales obligátan használ ként elektronakceptorként az anyagcserében, addig a T. litoralisban csak a növekedésének serkentésében segít, és képes nélküle élni. A T. litoralist nemrég népszerűsítette a tudományos közösség, mert képes alternatív DNS-polimerázt termelni az általánosan használt Taq-polimeráz helyett. A T. litoralis-polimeráznak nem csak alacsonyabb a hibaaránya mint a Taqnak, de 3'-5' exonukleáz korrigáló képességei is vannak.

## DNS-polimeráz
A DNS-polimeráza stabil extrém hőségben, és elégséges korrigáló aktivitással rendelkezik. Emiatt mutációk gyakorisága 2-4-szer alacsonyabb mint a legtöbb DNS-polimeráznál, amelyek nem rendelkeznek korrigáló aktivitással.

## Ökológia
Sekély és mélytengeri hidrotermális források közelében nő, extrém forró vízben. Az optimális hőmérséklet a növekedéséhez 85-88 °C. Az enyhén savas vizeket preferálja, 4,0-8,0 pH között nő, az optimális érték 6,0–6,4 között van. Ellentétben sok más hipertermofillel a T. litoralis csak fakultatívan függ a kéntől, amit végső elektronakceptorként használ a fermentációban, hidrogéngázt termel a hiányában és hidrogén-szulfidot a jelenlétében. Továbbá exopoliszacharidot (EPS) termel, ami esetleg segíti a biofilm alkotásában. Mannózból, szulfitokból és foszforból készül.

## Leírása
A piruvátot, a maltózt, és az aminosavakat tudja használni energiaforrásként. A következő aminosavakat nem igényli: aszparagin, glutamin, alanin és glutamát. Ezek az aminosavak nem létfontosságúak a számára, mivel például az alanint és a glutamátot általában egyéb hipertermofil Archaea meg tudja termelni. A fő szénforrása úgy tűnik, hogy a maltóz, amit a sejtjébe egy maltóz-trehalóz ABC-transzporteren keresztül visz be. Egy specializált glikotikus anyagcsereútja van az úgynevezett módosított Embden-Meyerhoff (EM) útvonal. Az egyik útja a módosított EM-reakcióútnak a T. litoralisban eltér a közös EM-útvonaltól, mivel a módosított változat ADP függő hexóz-kinázt és PFKt tartalmaz az enzimek ATP-függő változatai helyett.
Új DNS-analízis azt mutatta, hogy számos izolátuma MW és Z-1614 a legnagyobb valószínűséggel új törzsek. Amik kissé különböznek a morfológiájukban a korábban izolált T. litoralistól, mivel mindegyiküknek van ostora. Kimutatták hogy a korábban felfedezett Caldococcus litoralis valójában T. litoralis. A genomját teljesen szekvenálták.